# خوتکوو
خوتکوو (به لهستانی:  Chotków) یک روستا در لهستان است که در گمینا بژژنگتسا (استان لوبوسکی) واقع شده‌است. خوتکوو ۸۱۵ نفر جمعیت دارد.